# Antonio Cifrondi

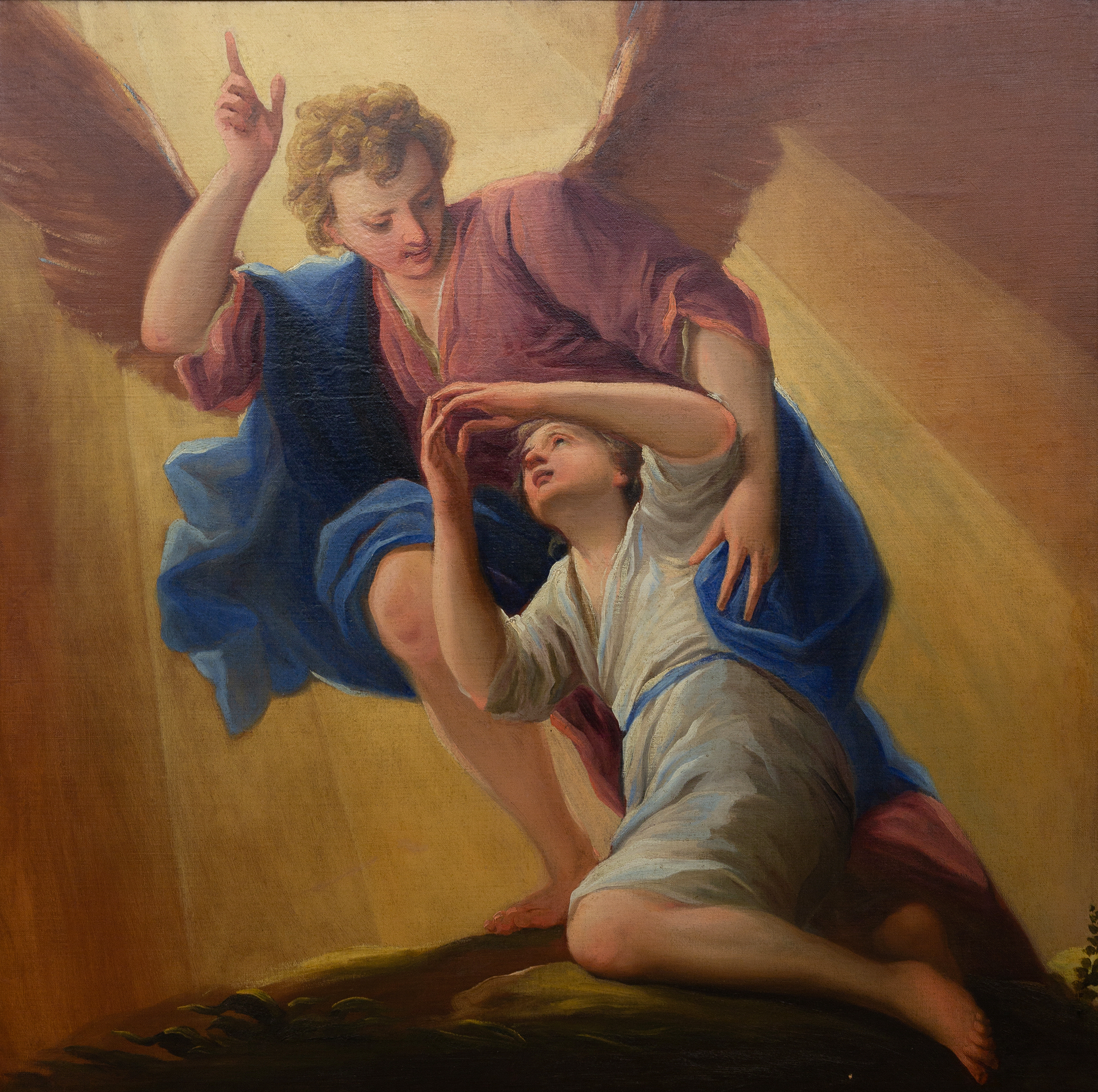

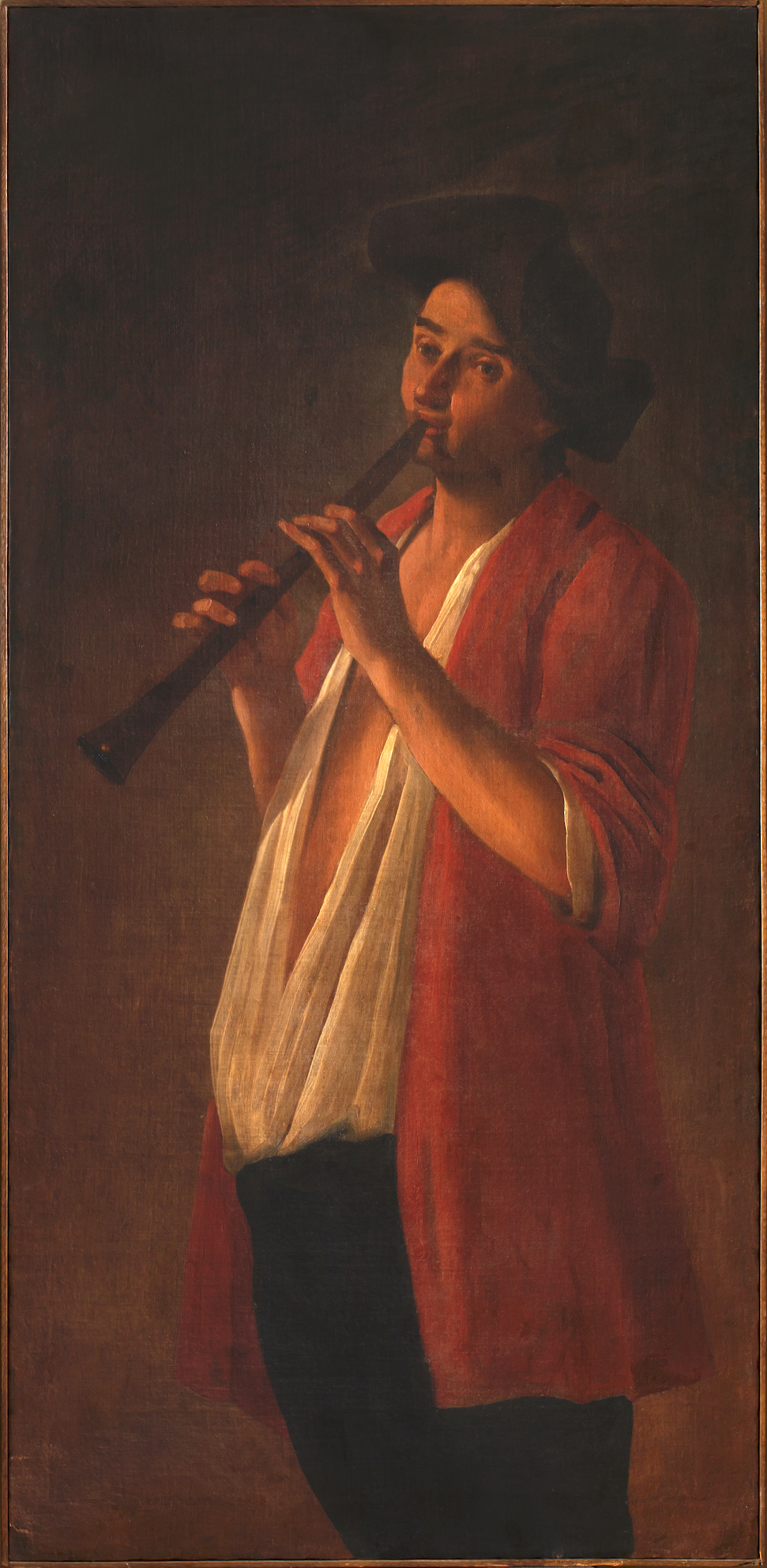
Antonio Cifrondi, Suonatore, 1715 ca., collezione privata

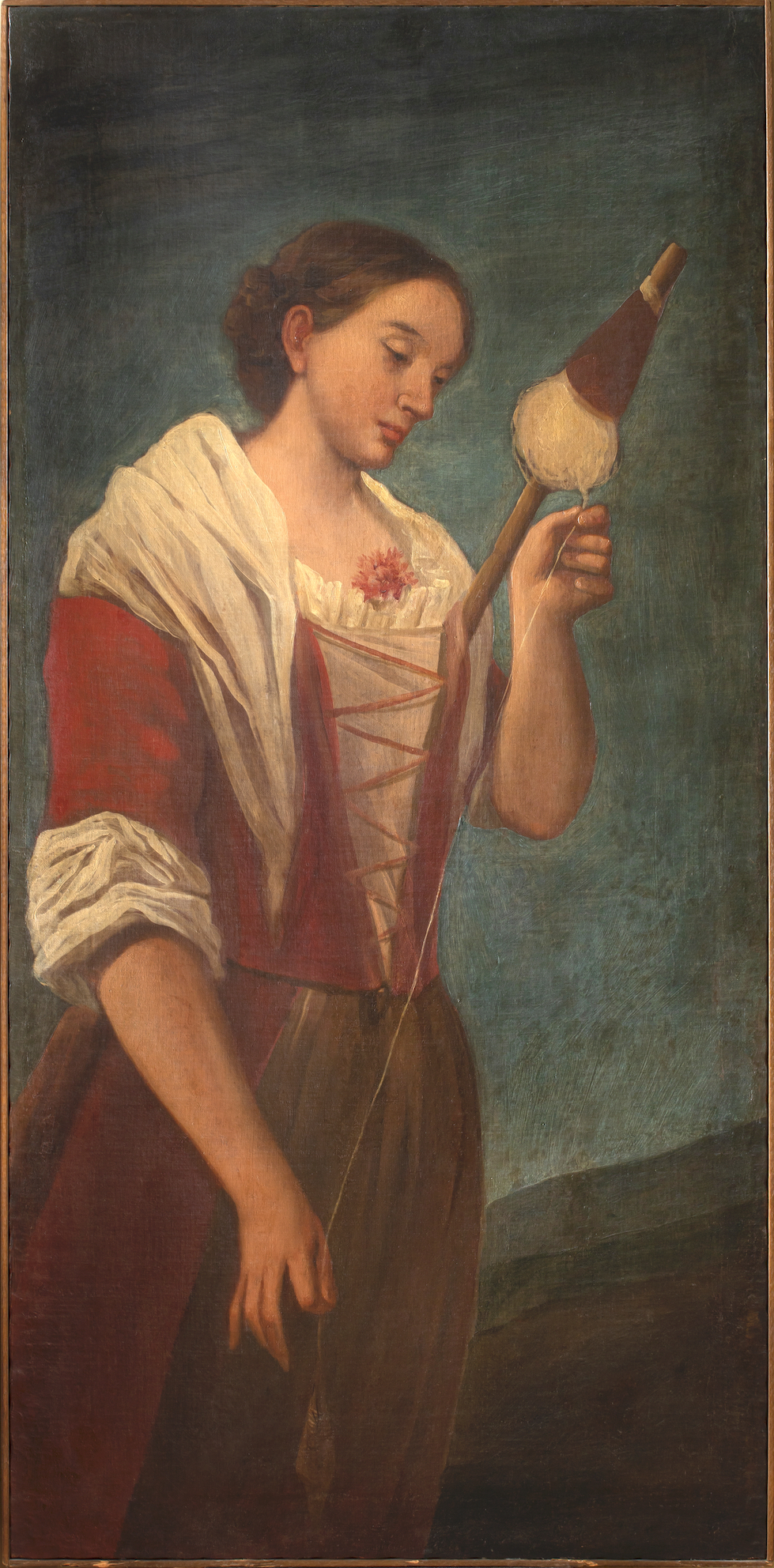

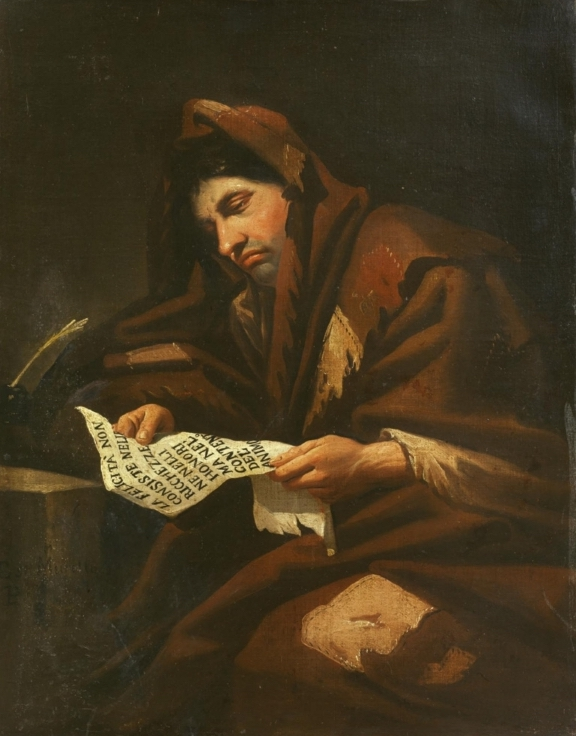
Antonio Cifrondi, Autoritratto in veste di filosofo-mendicante, 1695 circa, collezione privata

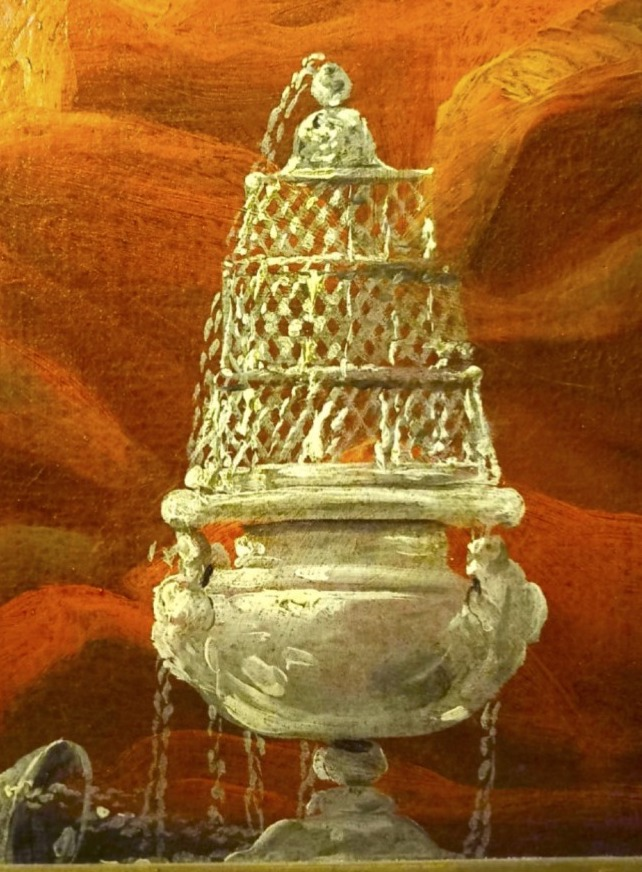
Antonio Cifrondi, "Turibolo", particolare dal dipinto San Vincenzo in carcere visitato dagli angeli, 1692 circa, Gromo, Parrocchiale dei Santi Giacomo e Vincenzo

Antonio Cifrondi, citato anche come Antonio Zifrondi (Clusone, 11 giugno 1656 – Brescia, 31 ottobre 1730), è stato un pittore italiano.

## Biografia
Nato nel 1656 a Clusone, in val Seriana nella provincia di Bergamo, dipinse un gran numero di opere alternando raffigurazioni d'arte sacra a quelle profana, in uno stile tardo-barocco.
Figlio primogenito di Carlo, edile e di Elisabetta Spinelli, dimostrò fin dai primi anni una spiccata propensione al disegno e alle belle arti, tanto che scritti dell'epoca citano che
(Francesco Maria Tassi - 1793)
Nella bottega paterna iniziarono l'apprendistato artistico sia Antonio sia il fratello Ventura, che aveva però meno capacità ma che seguì il fratello nei suoi viaggi di studio, restando sempre al suo fianco, diventando anche il suo consigliere e ispiratore.
Fu iniziato alle arti pittoriche da un locale artista, tale Dal Negro che però, a causa dei propri limiti, si rivelò inadeguato per la crescita del ragazzo. Il salto di qualità avvenne nel 1671, quando, grazie all'elargizione di una borsa di studio da parte di Bonaventura Fanzago (fondazione Fanzago), poté trasferirsi, poco più che quindicenne, a Bologna, dove approfondì la conoscenza dell'arte emiliana, specie di Annibale Carracci, Guido Reni e Guercino. Da escludere la frequentazione della bottega di Marcantonio Franceschini.  Dopo qualche anno maturò l'intenzione di viaggiare al fine di incrementare il proprio bagaglio di esperienza. Visitò Roma e Venezia. Accompagnato dal fratello Ventura, suo aiutante nonché aspirante pittore, sulla strada per raggiungere la capitale francese trascorse qualche tempo a Torino, dove svolse alcune commesse delle quali non è rimasto nulla, e a Grenoble, nella quale - secondo il Tassi- eseguì alcuni dipinti a sfondo religioso presso la Grande Chartreuse. Secondo alcune testimonianze, il pittore fu addirittura accolto alla corte parigina instaurando un rapporto di reciproca stima con il duca d'Harcourt, suo mecenate, e con il pittore Charles Le Brun. Il soggiorno in Francia - di cui non vi è comunque alcuna traccia documentale- non ebbe alcuna influenza sulla maturazione artistica del pittore.
La sua vita e attività si può dividere in tre periodi distinti, quello clusonese, con le molte opere realizzate dopo il suo rientro dai tanti viaggi, quello trascorso a Bergamo con la sua presenza nel Convento di Santo Spirito, e il periodo bresciano che concluse la sua vita. Poco più che trentenne ritornò nella natia Clusone, dove cominciò a eseguire un gran numero di opere in tutta l'area bergamasca, la maggior parte a sfondo religioso, le prime di cui esista documentazione certa. A questo periodo si datano i due Ritratti alla galleria dell'Accademia Tadini, in uno dei quali va riconosciuto il suo Autoritratto, nell'altro, forse, quello del fratello Ventura.

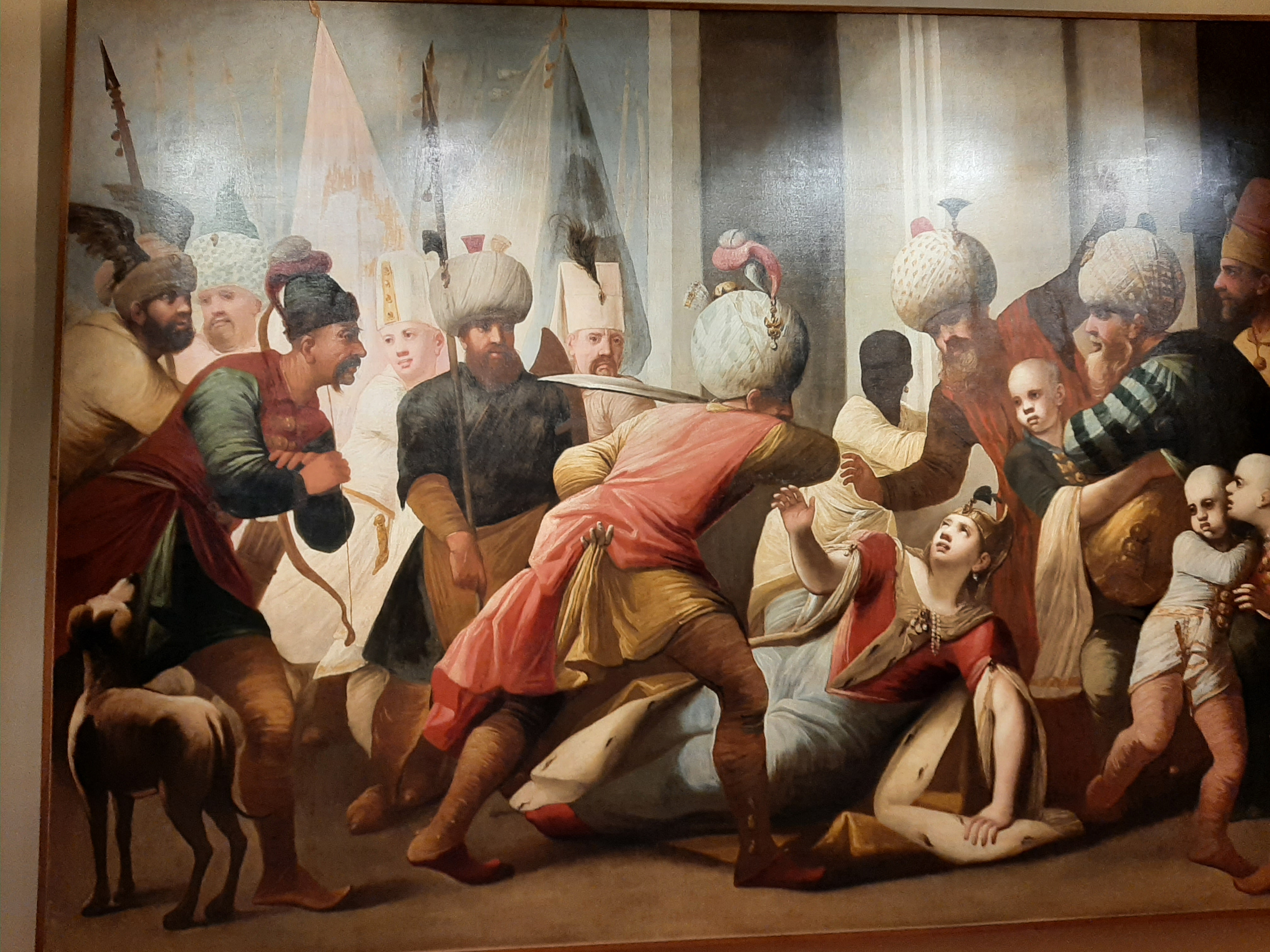
Cambise ebbro uccide il figlio del suo ministro Pressaspe

La fama acquisita gli permise di ottenere un numero sempre maggiore di commesse, tanto da dover spostare la propria residenza più volte al fine di essere sempre presente sul luogo. Dal 1701 circa fu ospite del convento di Santo Spirito di Bergamo, ricambiando con l'esecuzione di una grande quantità di dipinti (una cinquantina), dalla chiesa alle stanze del convento stesso. Malgrado il grande lavoro dell'artista, risulta che la sua condizione era sempre di grave difficoltà economica, questo a causa della mancanza da parte dei committenti del saldo delle opere, veniva infatti pagato un acconto che copriva le spese dei materiali, ma il saldo non era sempre liquidato. Tra le commissioni si può citare il dipinto San Leone che ferma Attila per la chiesa di Cenate Sopra realizzato nel 1691 su commissione della famiglia Lupo, risulta che fu liquidata solo dopo il 1730, quando già Cifrondi era morto. Saldo ricevuto dal fratello Ventura ma solo in brenti 20 di vino mentre il saldo veniva lascito per limosina a detta chiesa.
Il suo soggiorno durò dieci anni, dopo il quale si spostò in differenti luoghi, a seconda della richiesta. Tra i numerosi cambi di residenza significativo è il periodo in cui soggiornò a Rosciate, dove dal 1712 al 1716 adornò villa Zanchi con affreschi e opere di grande spessore. Il suo peregrinare lo portò a trascorrere gli ultimi anni della sua vita nella città di Brescia, dove morì nel 1730, all'età di 74 anni. Fu sepolto nella locale chiesa dei Santi Faustino e Giovita, nel cui convento era ospite da tempo solo e abbandonato, anche se delle sue spoglie non vi è più traccia. In questi ultimi anni a Brescia si dedicò allo studio della figura umana con dipinti che illustravano personaggi reali, dal vero. Tra questi vi sono mercanti, commercianti, artigiani, zingari. L'artista aveva già in precedenza nel decennio 1698-1710, realizzato lavori raffiguranti figure umane con "profonda partecipazione emotiva".
La sua intensa attività artistica lo portò ad avvicinare l'arte di molti pittori tra i quali il veneziano Andrea Celesti, collaboratore nella realizzazione della volta della basilica mariana clusonese, il lucchese Pietro Ricchi che fu attivo tra Bergamo a Brescia, ma soprattutto di Luca Giordano, in particolare il grande dipinto Passaggio del mar Rosso per la basilica di Santa Maria Maggiore del 1681, giunto a Bergamo l'anno successivo.
Seguì, dopo la sua morte, un periodo di disinteresse all'artista fino al 1953 quando lo storico Roberto Longhi s'interessò della sua arte inserendola nella rassegna I pittori della realtà in Lombardia, rassegna presentata a palazzo Reale di Milano. Un'ulteriore ricerca approfondita verrà da Giovanni Spinelli, con la ricerca delle numerose opere eseguite per la chiesa di Santo Spirito di Bergamo, poi sparse sul territorio, e proprio da questa una prima mostra tenutasi sia a Bergamo sia nella sua città natale nel 1983. Gli viene riconosciuto la capacità di produrre molti dipinti e di rappresentare la vita quotidiana degli uomini nelle loro diverse caratteristiche. A testimonianza di questa sua capacità nel 1953 Longhi presentò alla mostra il dipinto Uomo con tabarro e lanterna, conservato in collezione Francesco Castelbarco Albani e realizzato tra il 1720 e il 1725, lavoro realizzato negli ultimi anni della sua vita quando si trovava sul territorio bresciano.

## Stile e opere

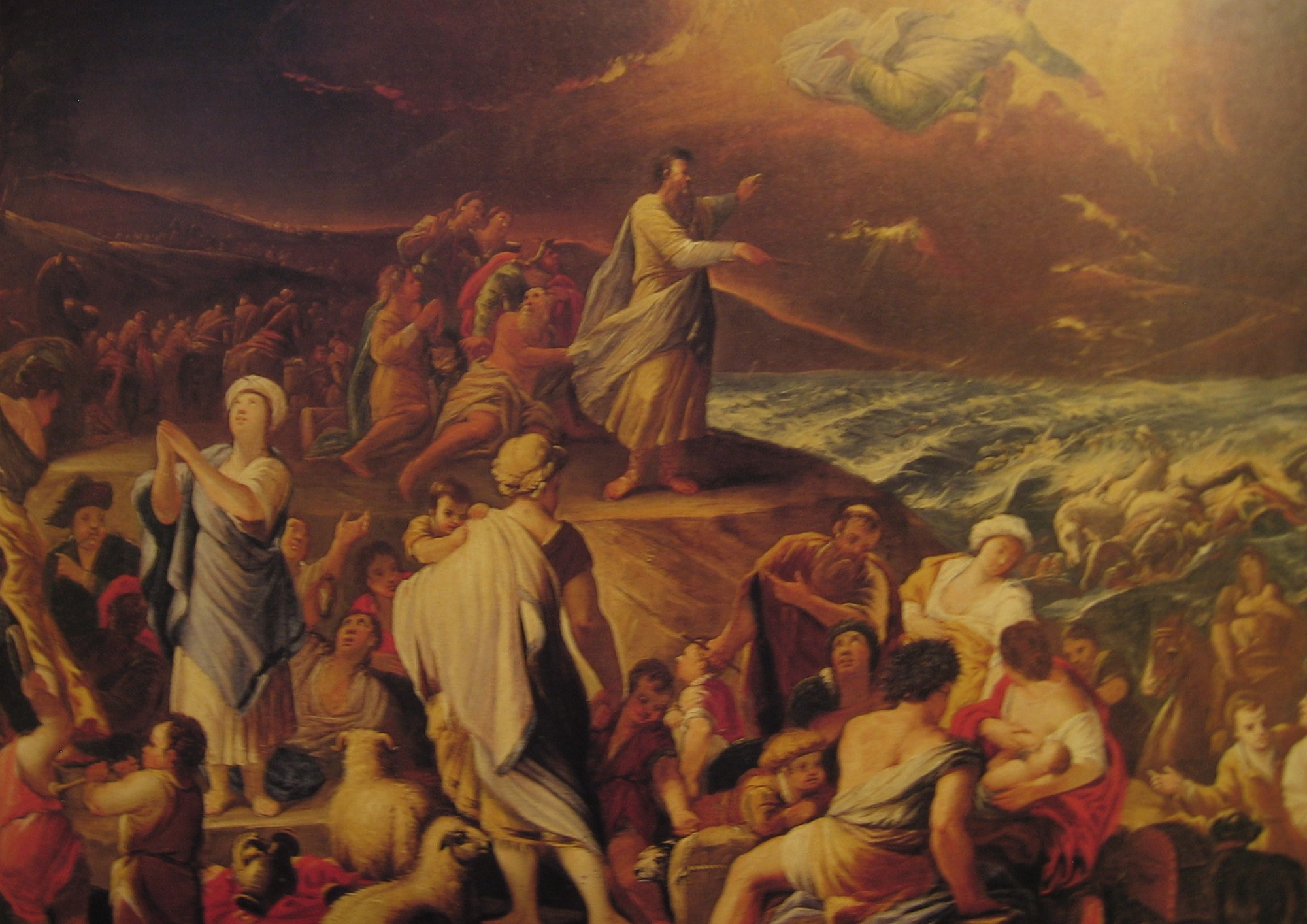
Passaggio del mar Rosso, chiesa di San Giorgio, Nese di Alzano Lombardo, Bergamo

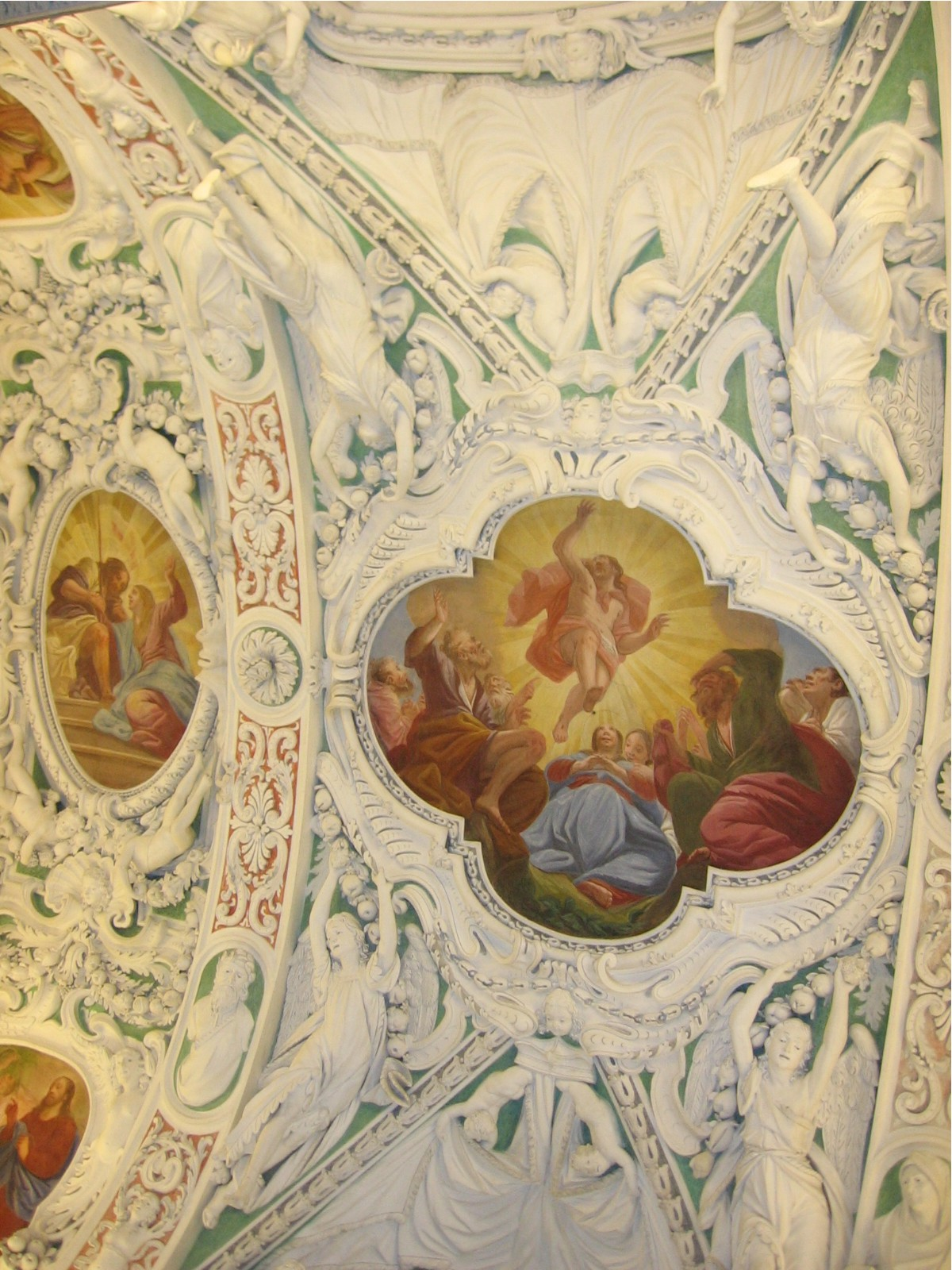
Scene della Passione di Cristo -sagrestie della basilica di San Martino, Alzano Lombardo

Le sue opere si collocano nei diversi ambiti della pittura sacra, storica, di genere e ritrattistica.
Una peculiarità del suo modus operandi era la rapidità di esecuzione, resa possibile grazie alla naturalezza e alla facilità con cui eseguiva le opere. Questa gli permise l'esecuzione di un gran numero di dipinti, sparsi nelle province di Bergamo e Brescia.
Le prime opere che documentano l'attività di Cifrondi risalgono all'anno 1687 con la pala del santuario della Madonna del Frassino di Oneta. Del 1689 sono opere quali la Fuga in Egitto e il Transito di S. Giuseppe, collocate nella chiesa di Cerete.
Da quel momento è un susseguirsi di commesse nella bergamasca: nell'ultimo decennio del XVII secolo degni di nota sono la Caduta di Simon Mago (1691) a Trescore Balneario, ma soprattutto gli affreschi dei soffitti delle Sagrestie di Alzano Lombardo che raffiguravano le Scene della Passione di Cristo, durante la cui esecuzione ebbe modo di confrontarsi e stringere rapporti d'amicizia con altri artisti bergamaschi, tra i quali Andrea Fantoni, e Fra Galgario. Secondo Francesco Tassi, Antonio passava giorni di inoperosità per poi riprendere improvvisamente il suo lavoro con molta veemenza ed entusiasmo.
Opere di quel periodo sono segnalate nelle parrocchiali di Cenate Sopra (l'Incontro di Leone e Attila e Ognissanti); di Cerete (la Pentecoste, l'Adorazione dei Magi e il Martirio di San Vincenzo); di Novezio frazione di Cerete (l'Annunciazione e Sant'Anna con la Vergine Bambina); di Nona di Vilminore (la Natività della Vergine) e di Sant'Alessandro della Croce in Bergamo (Martirio di sant'Alessandro); di Cortenuova la "Cena di Emmaus". L'artista nel 1692 eseguì sei tele di grandi dimensioni per la chiesa di San Giacomo di Gromo, esposte ai lati del presbiterio in cornici di stucco raffiguranti il martirio dei due santi titolari: san Giacomo e san Vincenzo.
All'inizio del XVIII secolo operò nel convento di Santo Spirito, sito nel capoluogo orobico dove, in cambiò dell'ospitalità, portò a termine più di cinquanta dipinti. Di questi solo cinque ospitati nella controfacciata della chiesa, tra cui i Quattro evangelisti mentre molti gli altri sono stati portati in altri luoghi, tra cui il santuario della Beata Vergine dei Campi a Stezzano. A quegli anni risalgono anche l'Ultima Cena (1701), custodita nella parrocchiale di Nese, la decorazione del soffitto della basilica di Clusone e il San Sebastiano commissionato per la chiesa di Sant'Agostino a Piacenza.
Il pittore raggiunse una notevole notorietà, tanto da diventare tra i più richiesti della zona. La sua fama crebbe ulteriormente con l'esecuzione di numerose opere nella villa Zanchi di Rosciate: questa venne arricchita di numerosi cicli di dipinti riguardanti scene mitologiche, storiche, ma anche ritratti e immagini sacre. Nella seconda metà del XX secolo queste opere cominciarono una diaspora che le ha portate in differenti luoghi.
Durante gli ultimi anni della sua vita significative sono le opere nella chiese di Brescia, dove si trasferì, ospite della famiglia dei Bargnani prima, e del convento di San Faustino poi. Nella parrocchiale di San Lorenzo di Angolo Terme si conserva una Deposizione. Clusone conserva ben 32 opere dell'artista, alcune collocate nelle chiese, altre in collezioni private e pubbliche.
Cifrondi dipinge senza disegno preparatorio direttamente con tempere magre in polvere con olio di lino, usando una tecnica a pennellate lunghe e rapide. Le tele venivano poi verniciate con il risultato di ottenere colori brillanti. La mancanza di disegni è confermata dalla mancanza di disegni o abbozzi. La sua pittura tende al gigantismo con la volontà di unire l'arte barocca con le linee classiche: le sue figure hanno sempre una impostazione severa, malinconica questo grazie alla luce cristallina che copre tutte le tele. 
Fondamentali contributi alla conoscenza del pittore sono il catalogo della mostra allestita preso il Museo Arte Tempo di Clusone (15 aprile-3 settembre 2023, prolungato al 10 dicembre 2023) con saggi e schede di Enrico De Pascale, Francesco Nezosi, Federica Nurchis, Luca Brignoli e Angelo Loda e l'itinerario cifrondiano allestito dal comune di Clusone che segnala la presenza di tutte le opere dell'autore visitabili nelle località della val Seriana, di Lovere, di Bergamo e Brescia.